# 고부 김씨
고부 김씨(古阜金氏)는 전북특별자치도 정읍시 고부면을 본관으로 하는 한국의 성씨이다.
시조 김극(金克)은 김복량(金福亮)의 아들로 조선의 참의(參議)를 지냈다.

## 참고 자료
- “고부김씨(古阜金氏)”. 뿌리를 찾아서.[깨진 링크(과거 내용 찾기)]